# セシル・ラ・グレネード
デイム・セシル・エレン・フローレット・ラ・グレネード（英語: Dame Cécile Ellen Fleurette La Grenade、1952年12月30日 - ）は、グレナダの食品科学者、政治家。2013年から同国総督を務めている。同国独立以来、初の女性総督である。

## 経歴
1952年にセント・ジョージ教区南部のラボリー地区で誕生。父は公務員、母は看護師だった。祖母のエヴァ・シルベスターは同国初の女性議員に就任していた。西インド諸島大学で化学の学士号を取得、メリーランド大学カレッジパーク校で食品科学の修士と博士号を取得した。2006年にカリブ海輸出開発庁の運営委員会のメンバーとなり、2007年にはダニエル・ウィリアムズ総督によって、公共サービス委員会の委員長に任命され、3年間務めた。
2013年、自身の再従姉でグレナダ初の女性知事を務めたヒルダ・バイノーの死の数日後に総督就任が確定。同年5月7日に就任。総督としてハリケーン・アイバンで破壊された旧国会議事堂に当たるヨークハウスに代わって、新国会議事堂を開設させた。2015年には聖ジョージ騎士団勲章を授与されている。女王エリザベス2世が崩御した際に弔意書に署名し、グレナダ代表として、エリザベス2世国葬に参列した。